# Verbena microphylla
Verbena microphylla — вид трав'янистих рослин родини Вербенові (Verbenaceae), зростає в Аргентині, Болівії, Еквадорі, Перу.

## Опис
Кореневищна багаторічна трава 5–7(10) см заввишки, повзуча, дуже розгалужена, гілки деревні при основі, міжвузля довжиною 5-8 мм. Листки з черешками довжиною 1–2 мм; листові пластини 4–16 x 4–8 мм, яйцюваті, 3-х частинні, основи клиноподібні, верхівки тупі, обидві поверхні щільно вкриті короткими жорсткими притиснутими волосками. 
Колоски багатоквіткові; квітоніжки 4–10 мм завдовжки. Квіткові приквітки довжиною 2.5–3 мм, яйцюваті, вкриті короткими жорсткими притиснутими волосками, поля війчасті, верхівки гострі. Чашечка довжиною 5–7 мм, зубчики короткі трикутні. Віночок довжиною 11–16 мм, білий або бузковий, у верхній половині трубки розріджено опушений, іноді у зовнішній частині листочків віночка. Верхня пара тичинок зі сполучними придатками.

## Поширення
Країни поширення: Аргентина, Болівія, Еквадор, Перу. В Аргентині зростає на висотах 0–2000 м н.р.м.